# 1996年夏季残疾人奥林匹克运动会瑞典代表团
1996年夏季残疾人奥林匹克运动会瑞典代表团是瑞典派出的1996年夏季残疾人奥林匹克运动会代表团。获得12枚金牌、14枚银牌和11枚铜牌。